# Sterculia
Sterculia is een geslacht uit de kaasjeskruidfamilie (Malvaceae). De soorten komen voor in de Amerikaanse staat Florida, Centraal-Amerika, tropisch Zuid-Amerika, tropisch en zuidelijk Afrika, Madagaskar, Oman, het Indisch subcontinent, Zuidoost-Azië, China, Australazië en het Pacifisch gebied.

## Soorten
- Sterculia abbreviata E.L.Taylor ex Mondragón
- Sterculia aerisperma Cuatrec.
- Sterculia africana (Lour.) Fiori
- Sterculia albidiflora Ducke
- Sterculia alexandri Harv.
- Sterculia amazonica E.L.Taylor ex Mondragón
- Sterculia antioquia E.L.Taylor
- Sterculia apeibophylla Ducke
- Sterculia alexandri (Jacq.) H.Karst.
- Sterculia apetala (Jacq.) H.Karst.
- Sterculia appendiculata K.Schum.
- Sterculia balanghas L.
- Sterculia brevissima H.H.Hsue
- Sterculia caribaea R. Br.
- Sterculia ceramica R. Br.
- Sterculia chapelieri Baill.
- Sterculia chicomendesii E.L.Taylor
- Sterculia cinerea Schweinf.
- Sterculia cinnamomifolia Tsai & Mao
- Sterculia cochinchinensis Pierre
- Sterculia colombiana Sprague
- Sterculia comorensis Sprague
- Sterculia corrugata Little
- Sterculia costaricana Pittier
- Sterculia curiosa (Vell.) Taroda
- Sterculia dawei Sprague
- Sterculia duckei E.L.Taylor ex J.A.C.Silva & M.F.Silva
- Sterculia euosma W.W.Sm.
- Sterculia excelsa Mart.
- Sterculia foetida L.
- Sterculia frondosa Rich.
- Sterculia gengmaensis H.H.Hsue
- Sterculia gilva Miq.
- Sterculia guangxiensis S.J.Xu & P.T.Li
- Sterculia guapayensis Cuatrec.
- Sterculia guianensis Sandwith
- Sterculia guttata Roxb. ex G.Don
- Sterculia hainanensis Merr. & Chun
- Sterculia henryi Hemsl.
- Sterculia hymenocalyx K.Schum.
- Sterculia hypochroa Pierre
- Sterculia impressinervis H.H.Hsue
- Sterculia kayae P.E. Berry
- Sterculia khasiana Debb.
- Sterculia killipiana Standl. ex E.L.Taylor
- Sterculia kingtungensis H.H.Hsue
- Sterculia lanceifolia Roxb.
- Sterculia lanceolata Cav.
- Sterculia lisae E.L.Taylor
- Sterculia macerenica E.L.Taylor
- Sterculia mexicana R.Br.
- Sterculia mhoysa Engl.
- Sterculia micrantha Chun & H.H.Hsue
- Sterculia mirabilis (A.Chev.) Roberty
- Sterculia monosperma Vent.
- Sterculia multiovula E.L.Taylor
- Sterculia murex Hemsl.
- Sterculia narioensis E.L.Taylor
- Sterculia oblonga Mast.
- Sterculia ornatisepala E.L.Taylor
- Sterculia parviflora Roxb.
- Sterculia pendula Ducke
- Sterculia peruviana (D.R.Simpson) E.L.Taylor ex Brako and Zarucchi
- Sterculia petensis E.L.Taylor
- Sterculia pexa Pierre
- Sterculia pinbienensis Tsai & Mao
- Sterculia principis Gagnep.
- Sterculia pruriens (Aubl.) K.Schum.
- Sterculia purpurea E.L.Taylor
- Sterculia quadrifida R.Br.
- Sterculia quinqueloba (Garcke) K.Schum.
- Sterculia rebeccae E.L.Taylor
- Sterculia recordiana Standl.
- Sterculia rhinopetala K.Schum.
- Sterculia rigidifolia Ducke
- Sterculia rogersii N.E.Br.
- Sterculia rugosa R.Br.
- Sterculia rubiginosa Vent
- Sterculia scandens Hemsl.
- Sterculia schliebenii Mildbr.
- Sterculia setigera Delile
- Sterculia simaoensis Y.Y.Qian
- Sterculia speciosa K.Schum.
- Sterculia steyermarkii E.L.Taylor ex Mondragón
- Sterculia stigmarota Pierre
- Sterculia stipulifera Ducke
- Sterculia striata A. St.-Hil. & Naudin
- Sterculia subnobilis H.H.Hsue
- Sterculia subracemosa Chun & H.H.Hsue
- Sterculia subviolacea K.Schum.
- Sterculia tavia Baill.
- Sterculia tessmannii Mildbr.
- Sterculia tonkinensis Aug. DC.
- Sterculia tantraensis
- Sterculia tragacantha Lindl.
- Sterculia urens Roxb.
- Sterculia venezuelensis Pittier
- Sterculia villifera Steud.
- Sterculia villosa Roxb. ex Sm.
- Sterculia xolocotzii T. Wendt & E.L.Taylor
- Sterculia yuanjiangensis H.H.Hsue & X.J.Xu

... · 
Abelmoschus · 
Abroma · 
Abutilon · 
Acaulimalva · 
Acropogon · 
Akrosida · 
Allosidastrum · 
Allowissadula · 
Apeiba · 
Ayenia · 
Bakeridesia · 
Adansonia (Baobab) · 
Alcea · 
Althaea (Heemst) · 
Anisodontea · 
Anoda · 
Argyrodendron · 
Bastardia · 
Berrya · 
Bombax · 
Brachychiton · 
Brownlowia · 
Burretiodendron · 
Byttneria · 
Callirhoe · 
Carpodiptera · 
Cavanillesia · 
Ceiba · 
Chiranthodendron · 
(Chorisia) · 
Cola · 
Colona · 
Commersonia · 
Corchorus · 
Craigia · 
Cristaria · 
Cullenia · 
Diplodiscus · 
Dombeya · 
Duboscia · 
Durio · 
Entelea · 
Eremalche · 
Eriolaena · 
Eriotheca · 
Firmiana · 
Franciscodendron · 
Fremontodendron · 
Fuertesimalva · 
Glyphaea · 
Gossypium (Katoenplant) · 
Grewia · 
Guichenotia · 
Gynatrix · 
Gyranthera · 
Hampea · 
Hannafordia · 
Helicteres · 
Heliocarpus · 
Herissantia · 
Heritiera · 
Hermannia · 
Hibiscadelphus · 
Hibiscus · 
Hildegardia · 
Hoheria · 
Horsfordia · 
Howittia · 
Huberodendron · 
Iliamna · 
Keraudrenia · 
Kleinhovia · 
Kokia · 
Kosteletzkya · 
Kostermansia · 
Kydia · 
Lagunaria · 
Lasiopetalum · 
Lavatera · 
Lawrencia · 
Lebronnecia · 
Luehea · 
Lysiosepalum · 
Macrostelia · 
Malacothamnus · 
Malope · 
Malva (Kaasjeskruid) · 
Malvaviscus · 
Malvella · 
Matisia · 
Megistostegium · 
Melhania · 
Melochia · 
Microcos · 
Nayariophyton · 
Nesogordonia · 
Ochroma · 
Pachira · 
Palaua · 
Pavonia · 
Pentace · 
Pentaplaris · 
Phragmotheca · 
Phymosia · 
Pseudobombax · 
Pterospermum · 
Pterygota · 
Quararibea · 
Radyera · 
Reevesia · 
Rhodognaphalon · 
Robinsonella · 
Rulingia · 
Scaphium · 
Scaphopetalum · 
Schoutenia · 
Scleronema · 
Senra · 
Sida · 
Sidalcea · 
Sparrmannia · 
Sphaeralcea · 
Sterculia · 
Symphyochlamys · 
Talipariti · 
Theobroma · 
Thespesia · 
Thomasia · 
Tilia (Linde) · 
Triplochiton · 
Triumfetta · 
Trochetia · 
Trochetiopsis · 
Urena · 
Waltheria · 
Wercklea · 
Wissadula · 
...